# Saumfarngewächse
Die Saumfarngewächse (Pteridaceae) sind eine Pflanzenfamilie in der Ordnung der Tüpfelfarnartigen (Polypodiales) innerhalb der Echten Farne (Polypodiopsida). Diese Farne wachsen auf dem Erdboden (terrestrisch), auf Felsen oder als Epiphyten.

## Beschreibung

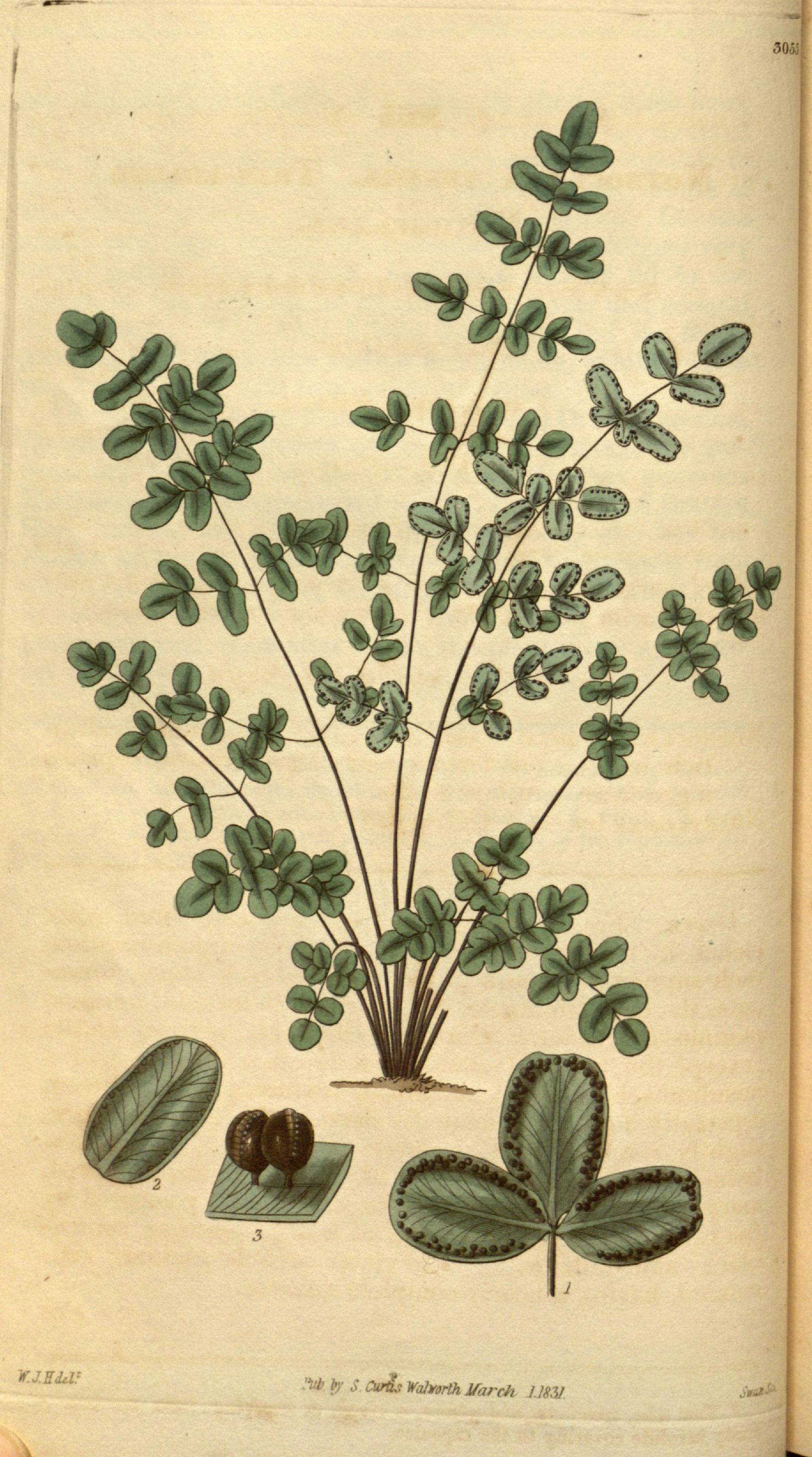
Illustration von Argyrochosma nivea var. tenera aus Curtis’s Botanical Magazine, Tafel 3055

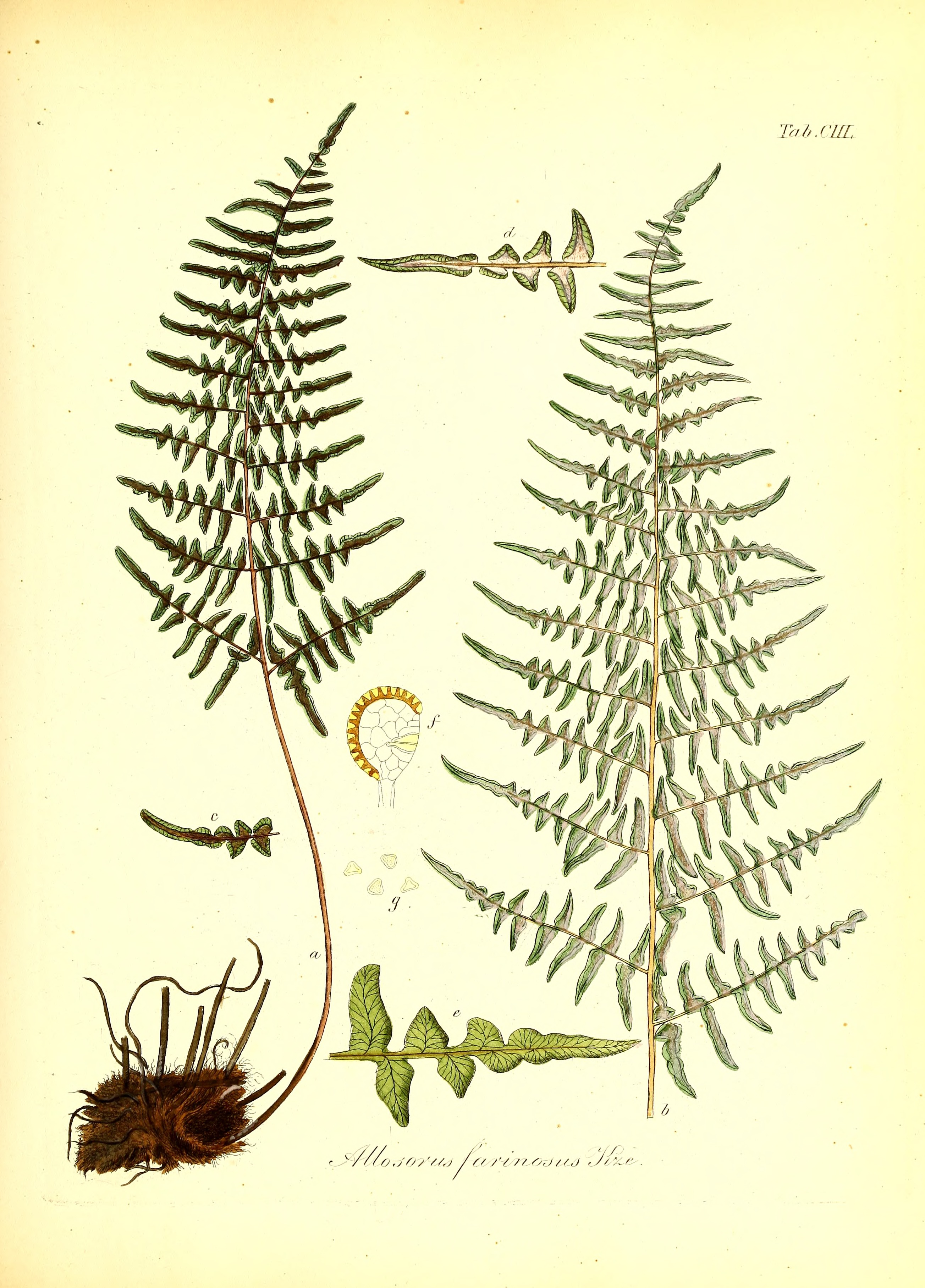
Illustration aus Die Farrnkräuter in kolorirten Abbildungen naturgetreu Erläutert und Beschrieben, 1848 von Aleuritopteris farinosa

Es handelt sich um ausdauernde krautige Pflanzen. Die langen bis kurzen, kriechenden, aufsteigenden bis aufrechten Rhizome tragen Schuppen, seltener nur Haare.
Die Blattwedel sind meist in Blattstiel und -spreite gegliedert. Die Blattspreiten sind einheitlich (monomorph), hemidimorph oder bei einigen Gattungen auch verschieden gestaltet (dimorph). Bei einigen Gattungen, besonders den Vittarioiden, ist die Spreite einfach (nicht gegliedert). Ansonsten ist sie gefiedert, manchmal fußförmig. Die Blattadern sind frei und gabelig verzweigt, oder verschiedenartig verbunden (anastomosierend) und formen dann ein netzartiges Muster.
Die Sori stehen am Blattrand (marginal) oder etwas innerhalb (intramarginal). Sie besitzen kein echtes Indusium, sind häufig vom zurückgebogenen Blattrand geschützt. Die Sporangien können auch auf den Blattadern sitzen. Die Sporangien besitzen einen senkrechten Annulus. Die Sporen sind kugelig oder tetraedrisch, trilet (dreistrahlige Narbe) und sind verschieden ornamentiert.

### Chromosomensätze
Die Chromosomengrundzahl beträgt in den meisten Fällen x = 29 oder 30.

## Ökologie
Die Arten gedeihen terrestrisch, lithophytisch, epiphytisch oder als Sumpf- oder Wasserpflanze. Die Ausbreitung der Diasporen, es sind die Sporen, erfolgt durch den Wind.

## Systematik und Verbreitung

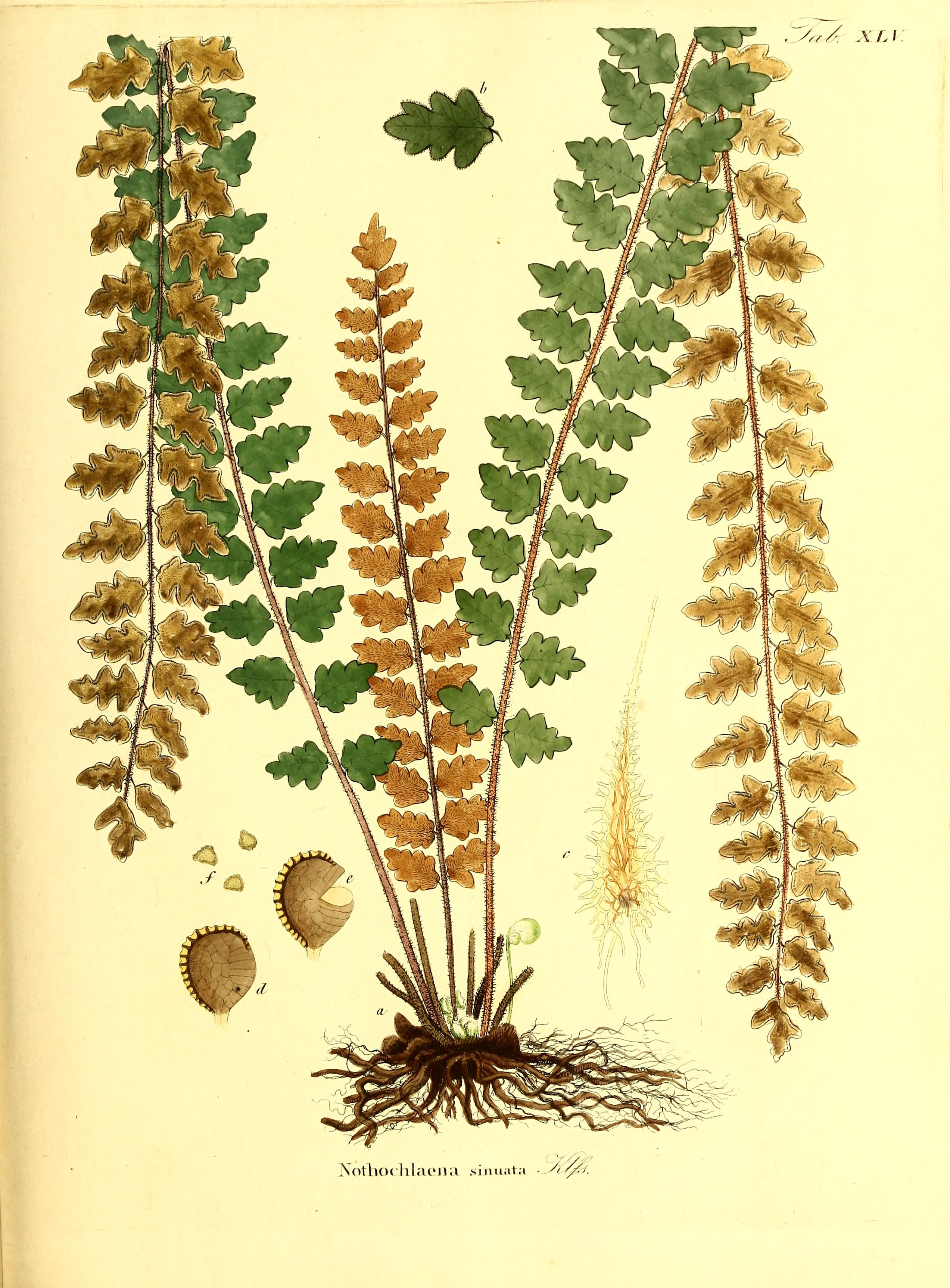
Illustration aus Die Farrnkräuter in kolorirten Abbildungen naturgetreu Erläutert und Beschrieben, 1840 von Astrolepis sinuata

### Taxonomie
Die Familie Pteridaceae wurde 1831 durch Ernst Daniel Martin Kirchner in Schul-Botanik – Kurze Naturgeschichte der Pflanzen überhaupt, S. 109 aufgestellt. Typusgattung ist Pteris L. Ein Homonym ist Pteridaceae Rchb. (veröffentlicht in Handbuch des Natürlichen Pflanzensystems, 1837, 138).

### Äußere Systematik
Die Familie Pteridaceae gehört zur Ordnung der Tüpfelfarnartigen (Polypodiales) innerhalb der Klasse der Echten Farne (Polypodiopsida, Syn.: Filicopsida, Pteridopsida); dies sind die leptosporangiaten Farne. Innerhalb der leptosporangiaten Farne gehört ein Anteil von etwa 10 % der Arten zur Familie der Saumfarngewächse (Pteridaceae).

### Innere Systematik (Stand 2016)
Nach Christenhusz et al. 2011 wird die Familie Pteridaceae in fünf Unterfamilien gegliedert, dies wurde beispielsweise durch Pteridophyte Phylogeny Group = PPG I 2016 bestätigt:
- Unterfamilie Cheilanthoideae Horvat: Sie enthält etwa 23 Gattungen mit etwa 426 Arten.[7]
- Unterfamilie Cryptogrammoideae S.Lindsay: Sie enthält etwa drei Gattungen mit etwa 31 Arten.[7]
- Unterfamilie Parkerioideae Burnett: Sie enthält etwa zwei Gattungen mit etwa neun Arten.[7]
- Unterfamilie Pteridoideae Link: Sie enthält mit einer 2017 aufgestellten Gattung etwa 14 Gattungen mit etwa 400 Arten.[7][6]
- Unterfamilie Vittarioideae Link: Sie enthält etwa zwölf Gattungen mit etwa 345 Arten.[7]

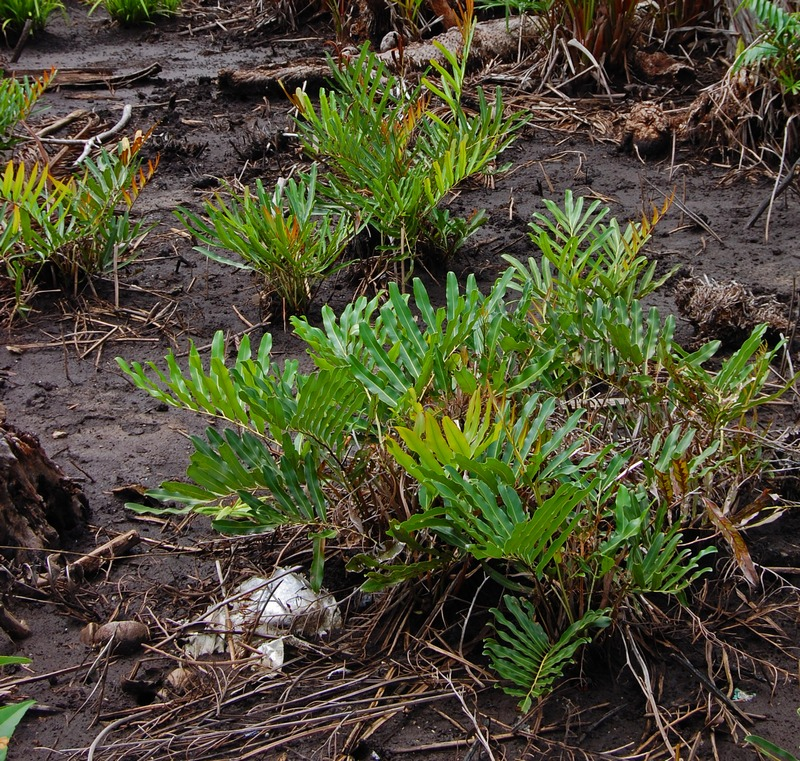
Acrostichum aureum

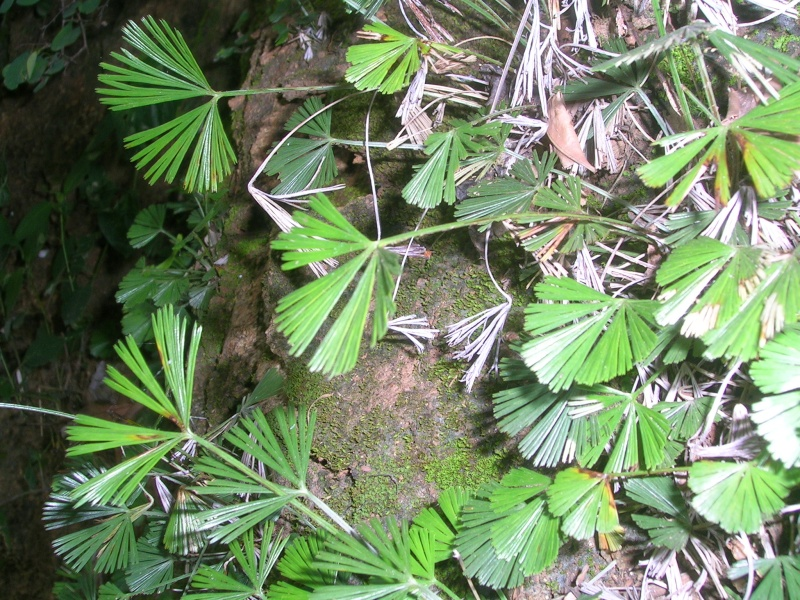
Actiniopteris radiata

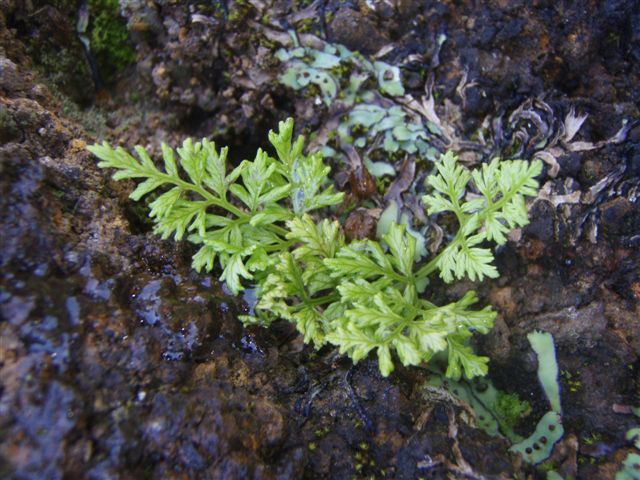
Anogramma adscensionis

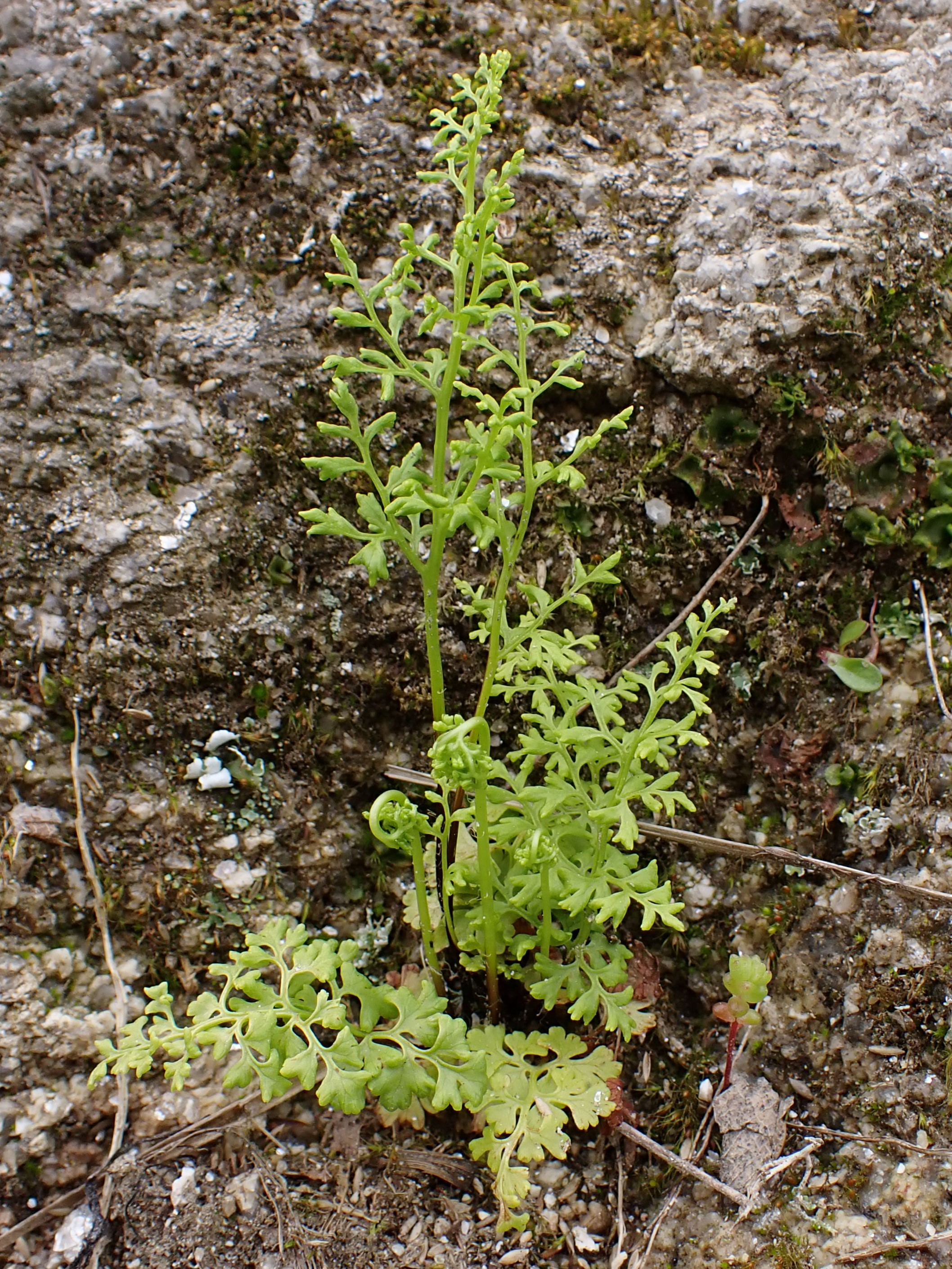
Dünnblättriger Nacktfarn (Anogramma leptophylla)

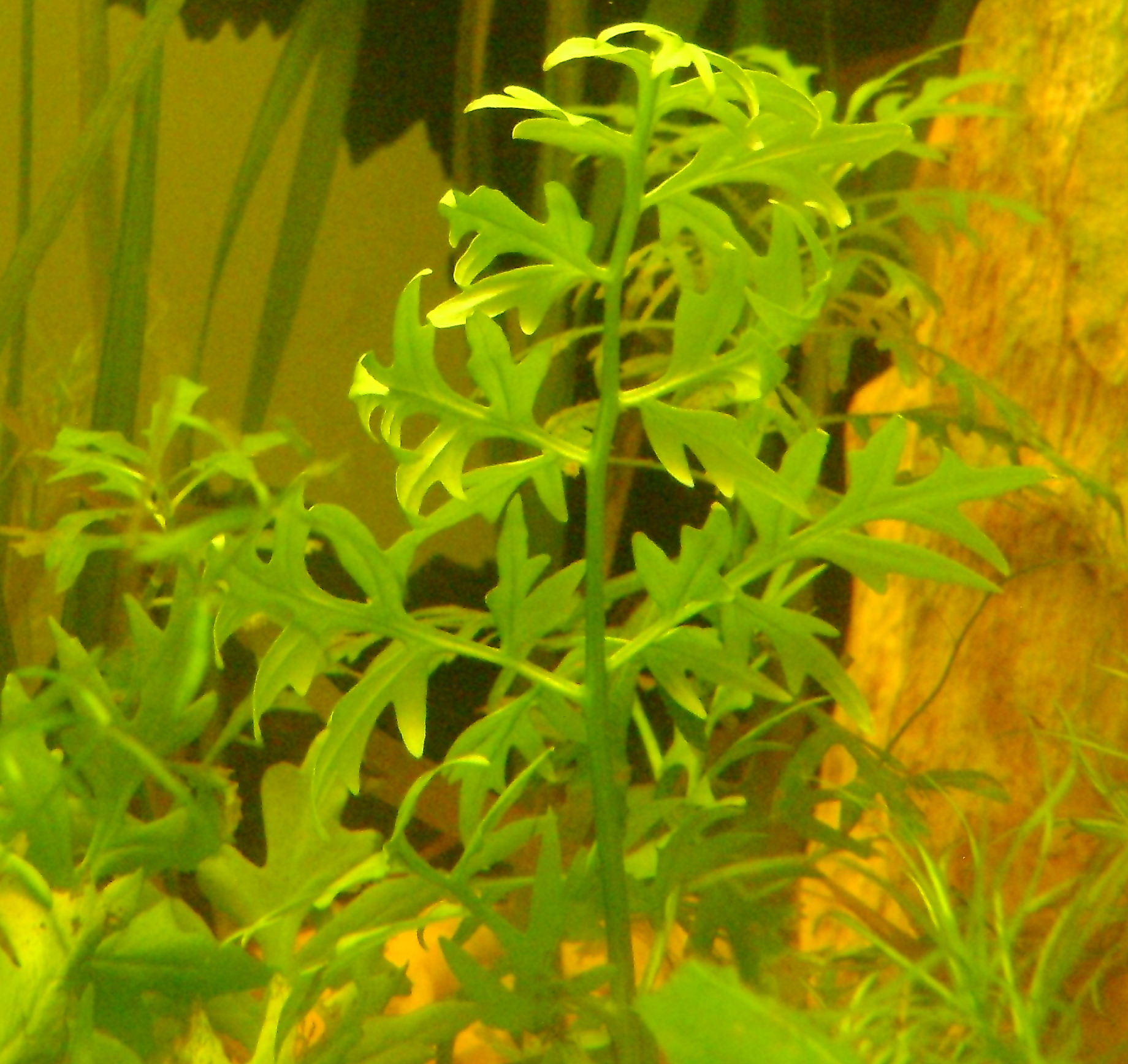
Ceratopteris cornuta

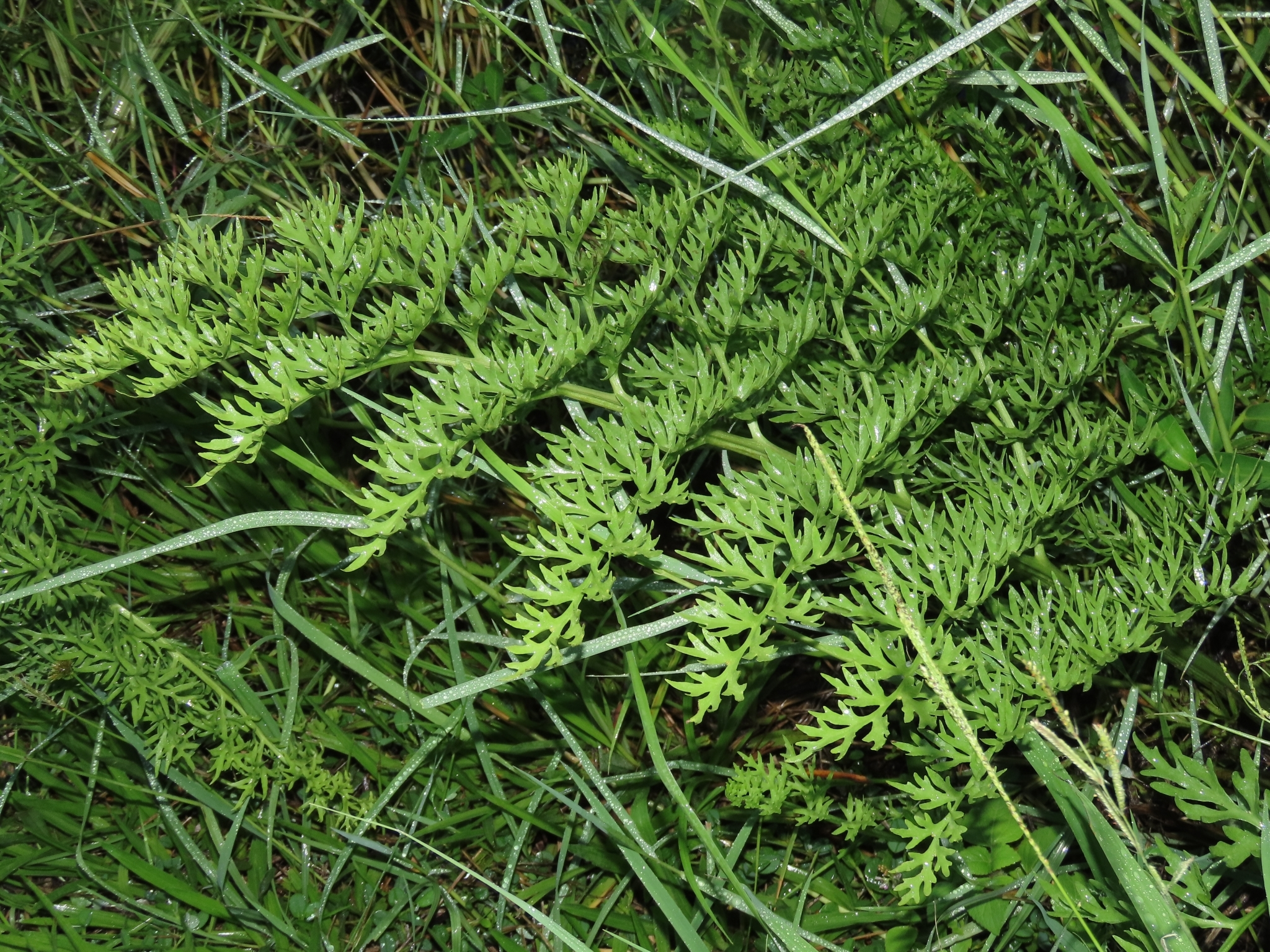
Wasserhornfarn (Ceratopteris thalictroides)

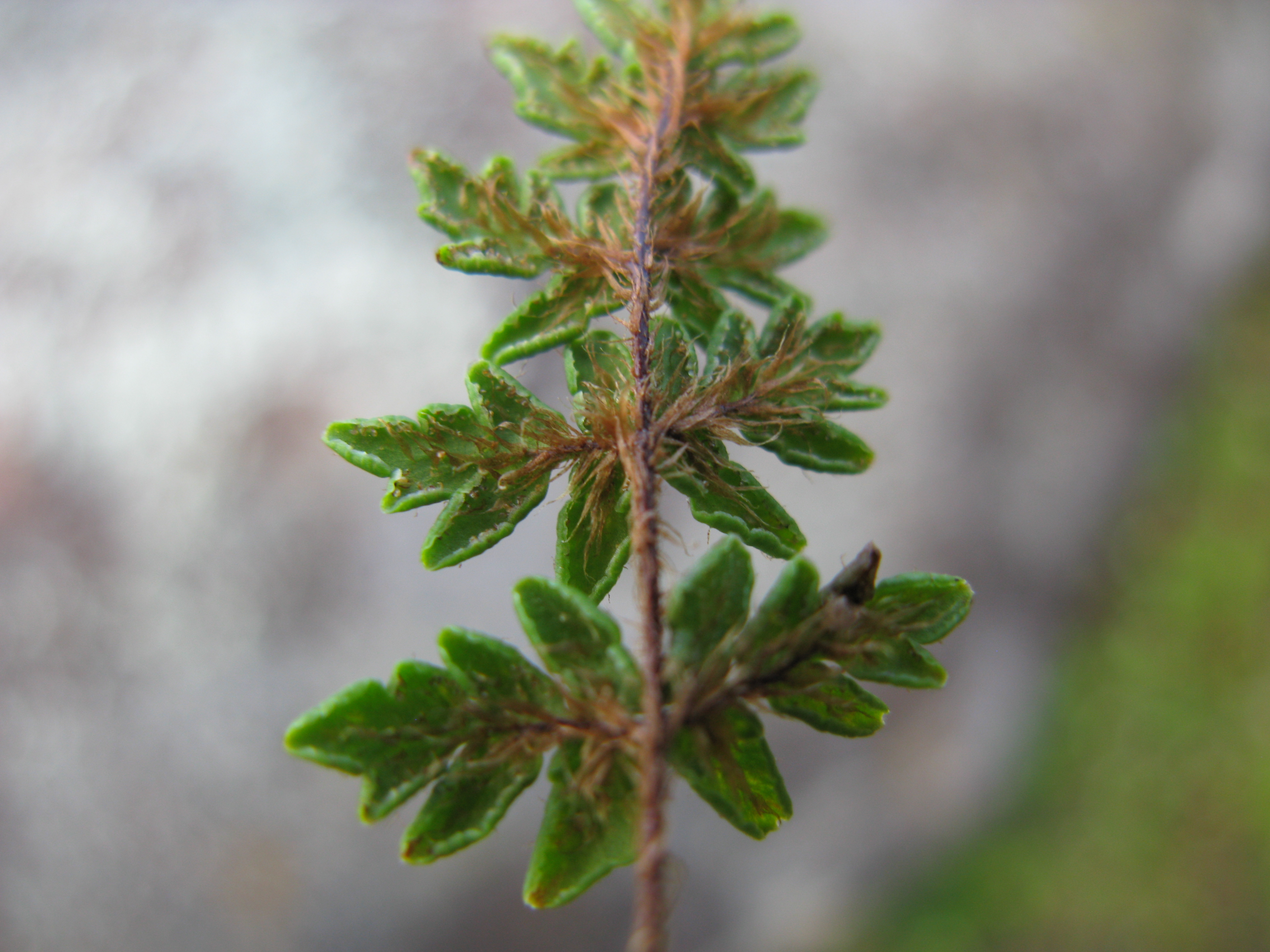
Cheilanthes distans

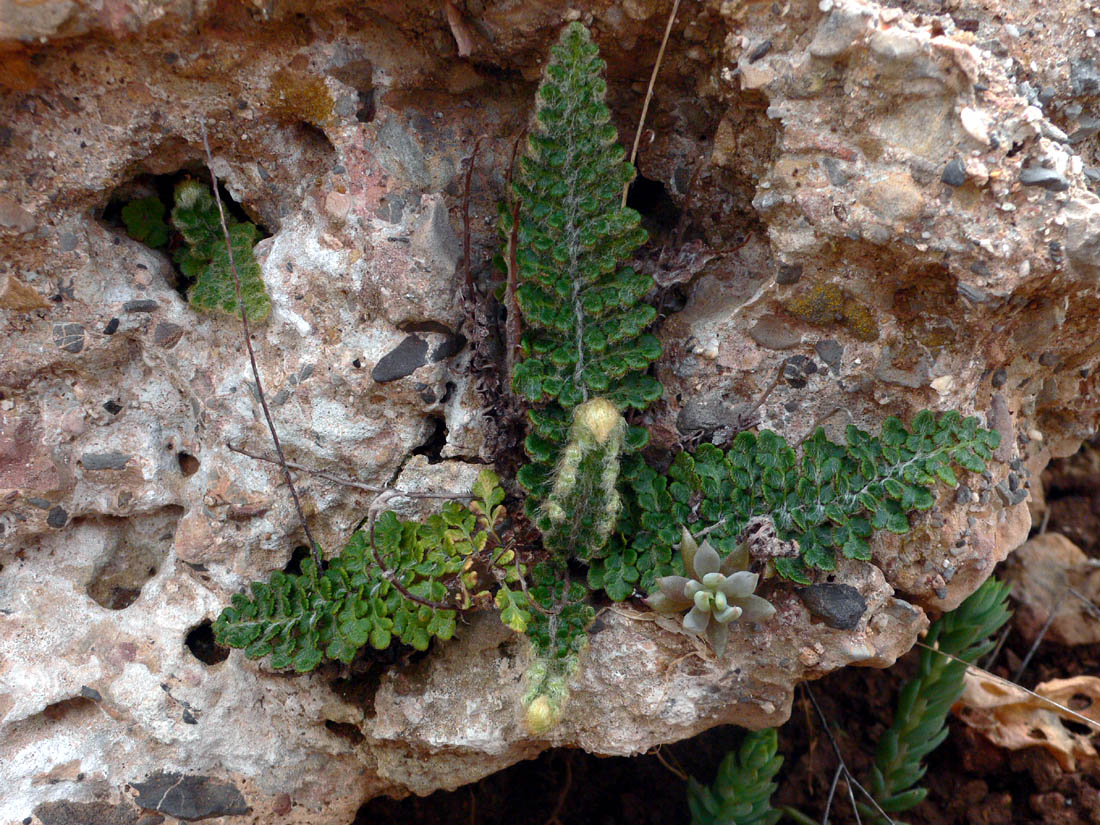
Wolliger Pelzfarn (Cosentinia vellea)

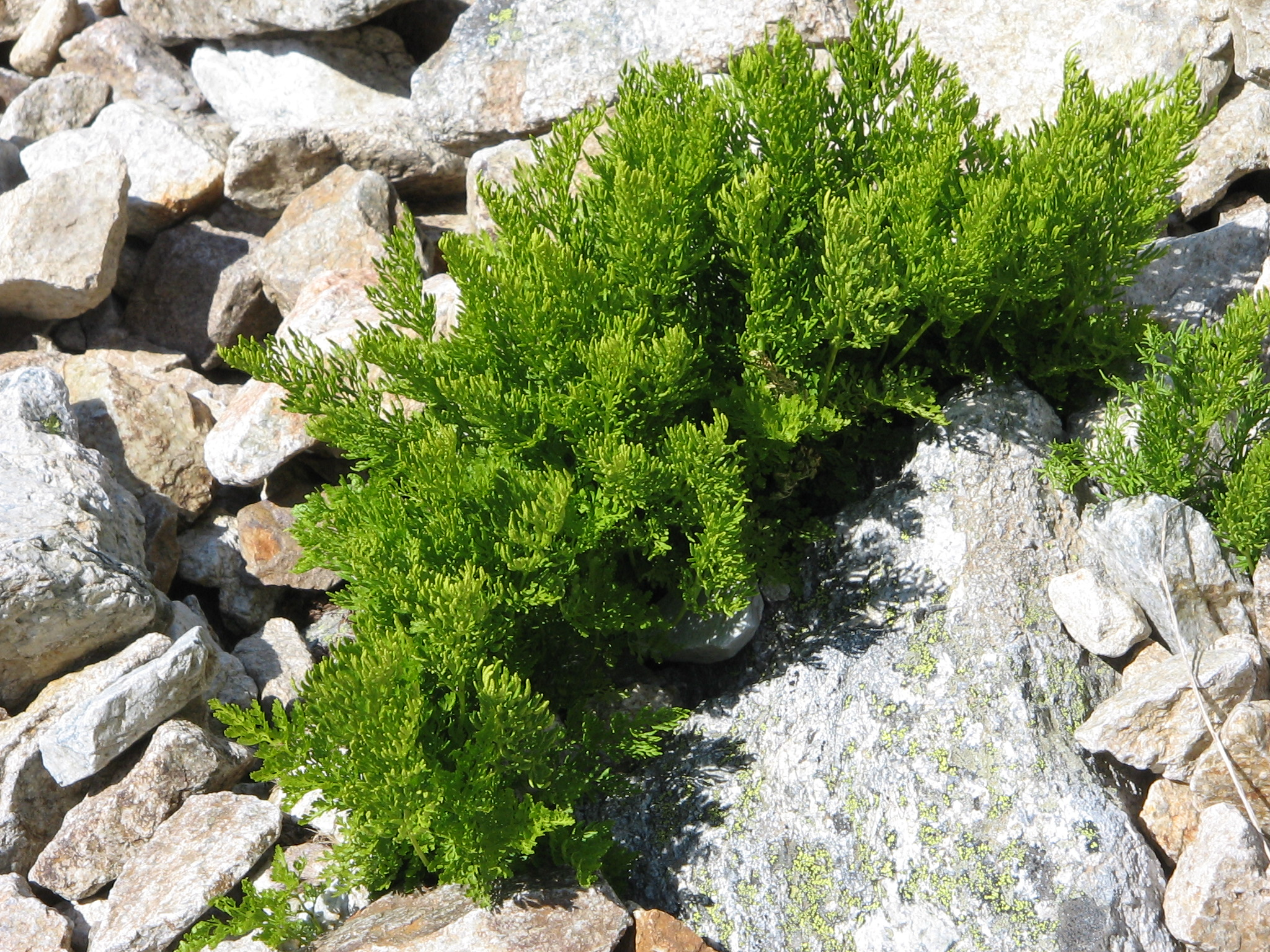
Krauser Rollfarn (Cryptogramma crispa)

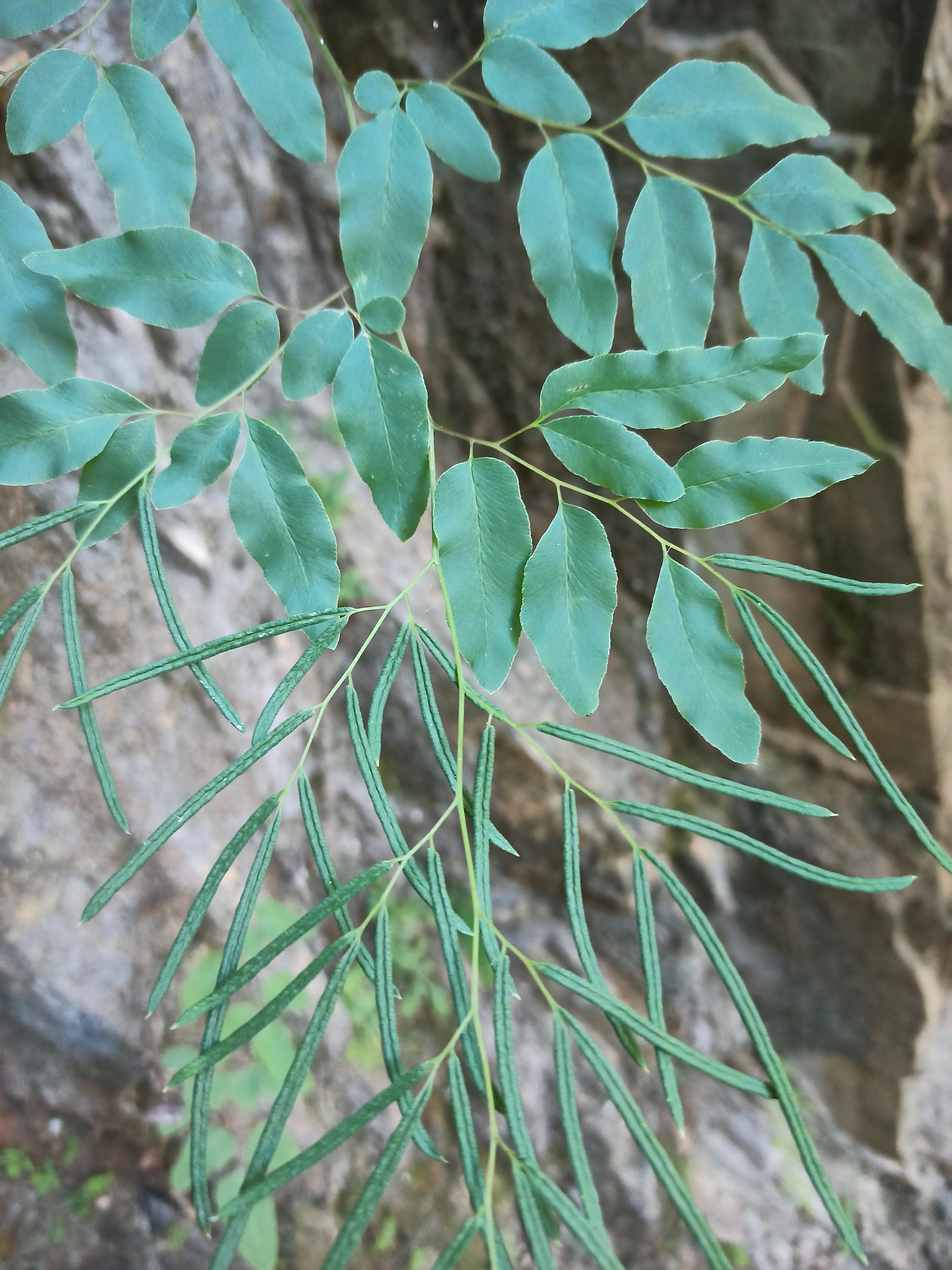
Llavea cordifolia

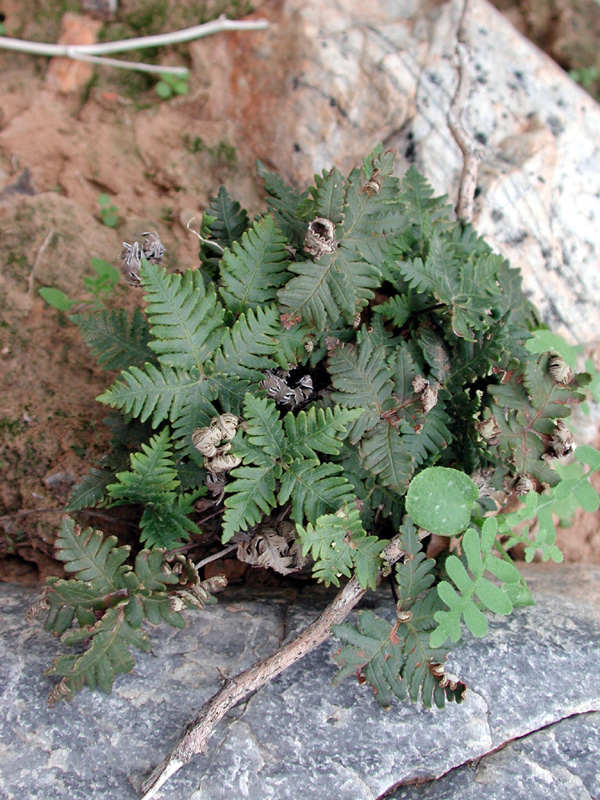
Notholaena standleyi

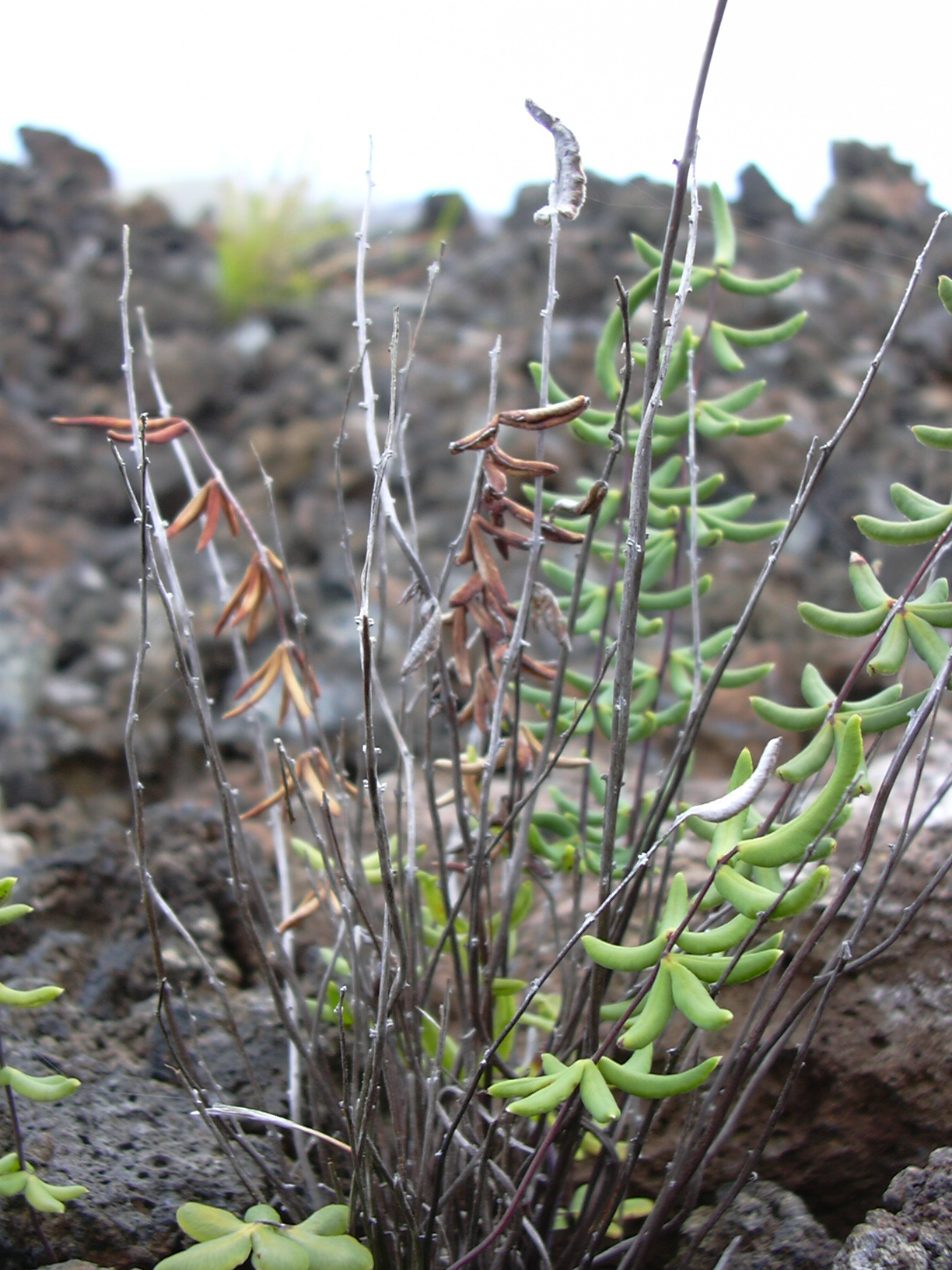
Pellaea ternifolia

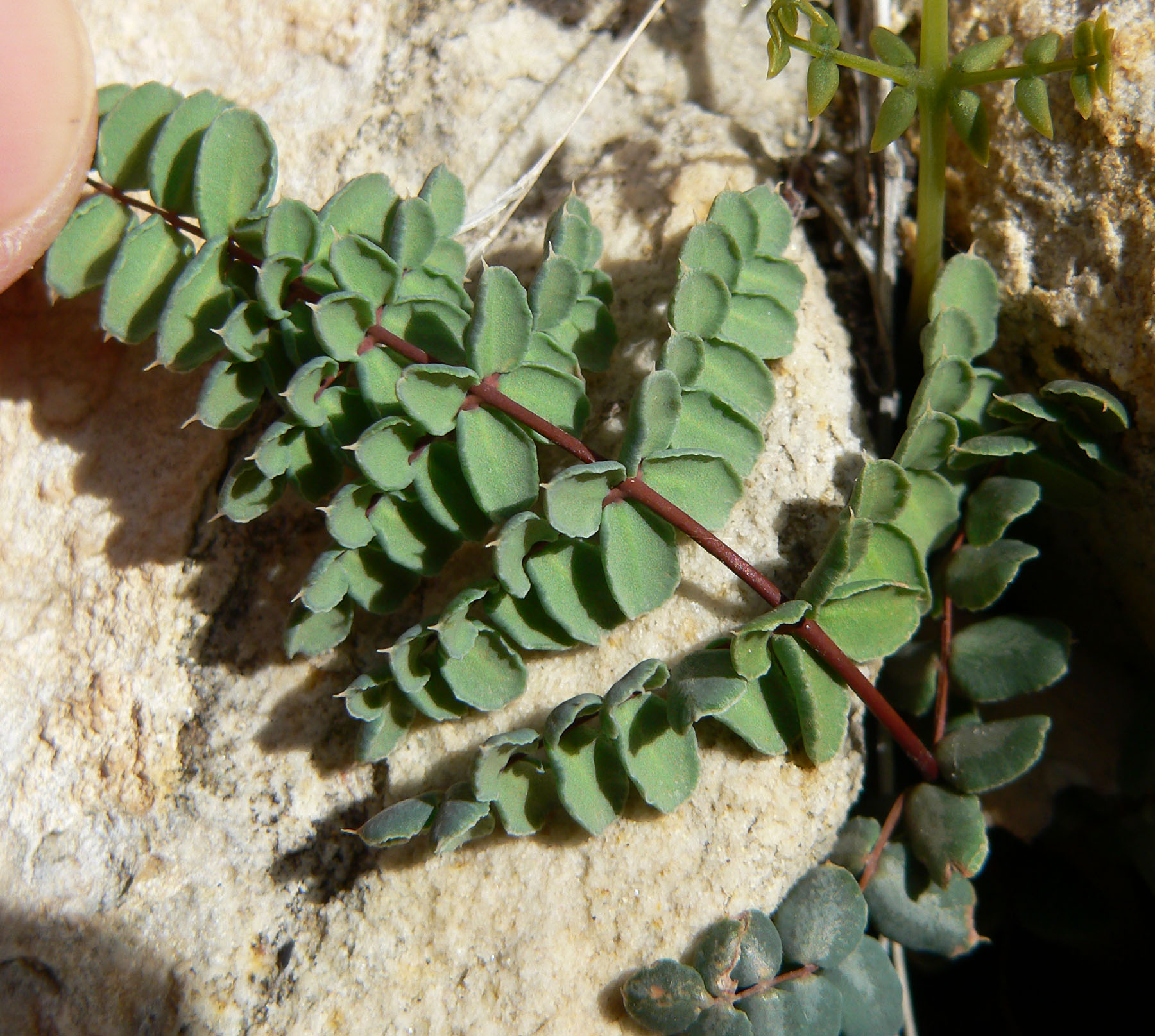
Pellaea truncata

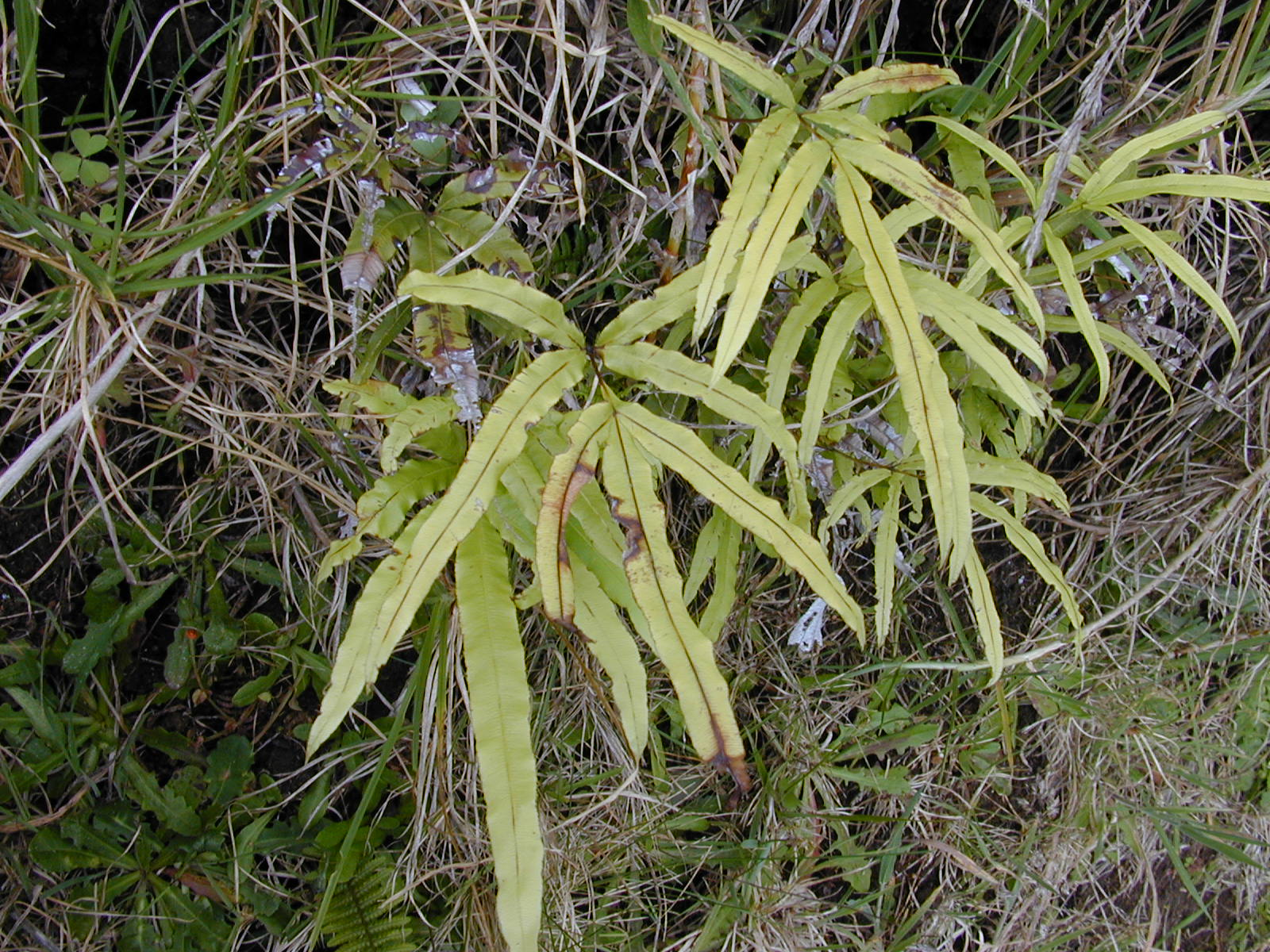
Kretischer Saumfarn (Pteris cretica)

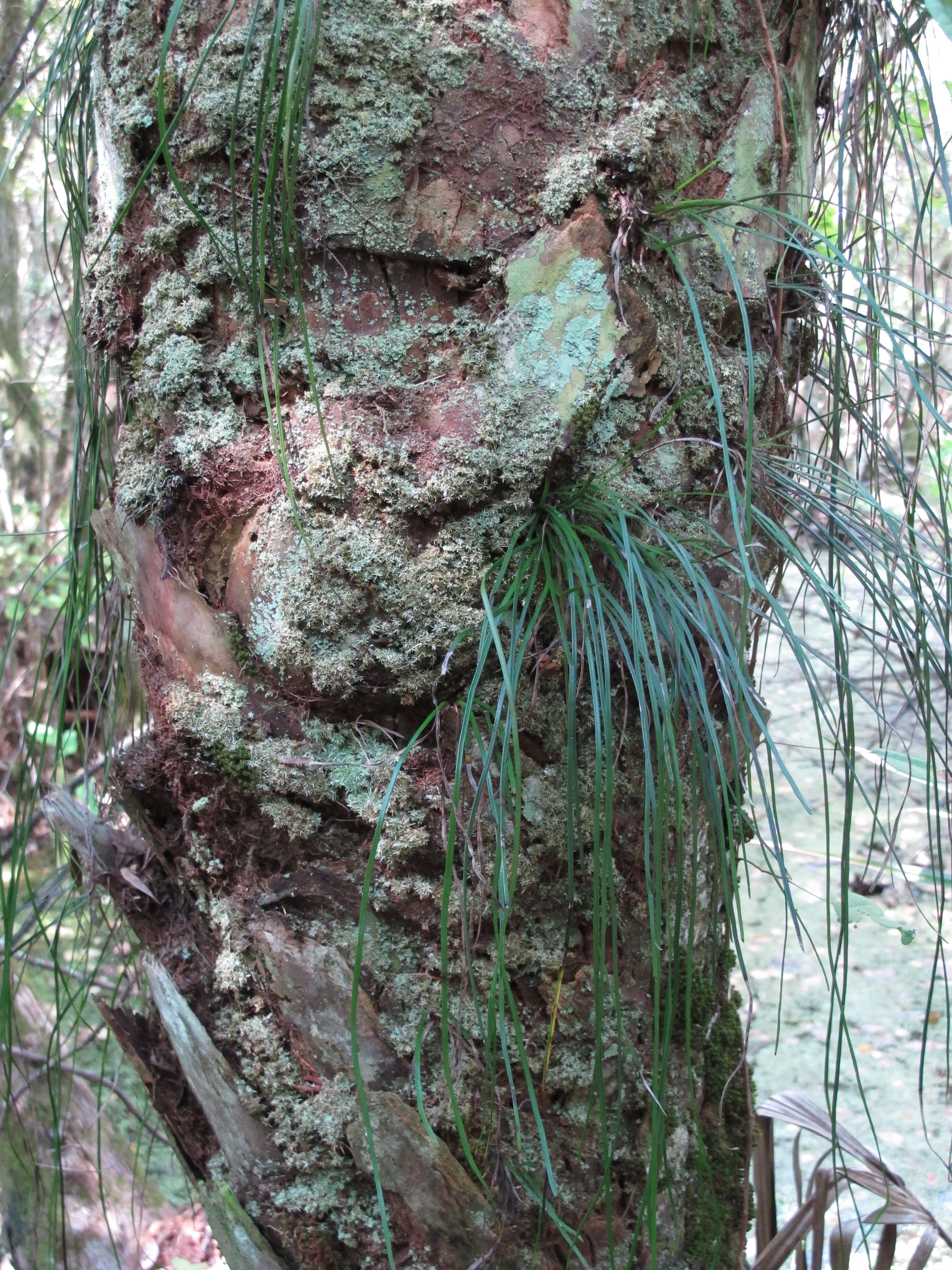
Vittaria lineata

### Gattungen und ihre Verbreitung
Die Familie Pteridaceae ist annähernd kosmopolitisch verbreitet, die meisten Vertreter wachsen jedoch in tropischen und ariden Gebieten. In China gibt es fünf Unterfamilien mit 20 Gattungen und 233 Arten, davon kommen 89 Arten nur dort vor. In Brasilien gibt es vier der fünf Unterfamilien mit insgesamt 24 Gattungen.
Die Familie Pteridaceae enthält etwa 48 Gattungen mit 950 bis 1373 Arten und 55 Naturhybriden (Stand 2022):
- Mangrovenfarne (Acrostichum L.) (Syn.: Chrysodium Fée nom. superfl.): Die etwa drei Arten gedeihen von warm-gemäßigten über subtropischen bis tropischen Gebieten fast weltweit.[2]
- Actiniopteris Link: Die etwa fünf Arten sind in Afrika und auf angrenzenden Inseln verbreitet; bei einer Art reicht das Areal auch bis Sri Lanka, Indien, Nepal sowie Afghanistan.[2]
- Adiantopsis Fée (Syn.: Actinopteris J.Sm., Adiantastrum Fée, Cheilanthastrum Fée): Die etwa 34 Arten und eine Naturhybride sind in der Neotropis verbreitet.[2]
- Frauenhaarfarne (Adiantum L., Syn.: Adiantellum C.Presl, Apotomia Fée, Hewardia J.Sm., Mesopleuria T.Moore): Die etwa 232 Arten und sechs Naturhybriden sind fast weltweit verbreitet. Sie gedeihen hauptsächlich an feuchten Standorten in Bergregionen, besonders in den Anden.[2]
- Aleuritopteris Fée (Syn.: Allosorus Bernh., Gymnia Hamilton ex D.Don, Leptolepidium K.H.Shing & S.K.Wu, Negripteris Pic.Serm., Sinopteris C.Chr. & Ching): Die etwa 44 Arten und elf Naturhybriden sind hauptsächlich von Indien über Indochina bis China verbreitet; nur drei Arten kommen in Afrika und nur zwei Arten in der Neotropis vor.[2]
- Ananthacorus Underw. & Maxon: Sie enthält nur eine Art:[2]
  - Ananthacorus angustifolius (Sw.) Underw. & Maxon: Sie ist in der Neotropis weitverbreitet und ist in Malesien ein Neophyt.[2]
- Nacktfarne (Anogramma Link, Syn.: Pityrogramma subgen. Anogramma (Link) Domin, Dicranodium Newman): Von den etwa drei Arten ist eine in den subtropischen Gebieten verbreitet, eine kommt im südlichen Südamerika vor und eine kommt auf dem Indischen Subkontinent vor;[2] darunter:
  - Dünnblättriger Nacktfarn (Anogramma leptophylla (L.) Link)
- Antrophyum Kaulf. (Syn.: Bathia C.Chr.): Die etwa 32 Arten sind in pantropisch, aber hauptsächlich in Südostasien, verbreitet.[2]
- Antrophyopsis (Benedict) Schuettp. (Syn.: Antrophyum subgen. Antrophyopsis Benedict): Seit 2016 hat sie den Rang einer Gattung und ihre Arten wurden aus der Gattung Antrophyum ausgegliedert. Die etwa vier Arten kommen vom tropischen Afrika über Madagaskar bis auf Inseln im Indischen Ozean vor.[2]
- Argyrochosma (J.Sm.) Windham (Syn.: Notholaena sect. Argyrochosma J.Sm.): Etwa 18 Arten sind in Neotropis verbreitet. Eine Art (Argyrochosma connectens (C.Chr.) G.M.Zhang) kommt in China vor.[2]
- Aspidotis (Nutt. ex Hook.) Copel. (Syn.: Hypolepis sect. Aspidotis Nutt. ex Hook.): Die etwa vier Arten sind von Kanada über die USA bis Mexiko verbreitet.[2]
- Astrolepis D.M.Benham & Windham: Die etwa acht Arten sind in den südlichen USA und in der Neotropis verbreitet.[2]
- Austrogramme Fournier (Syn.: Aspleniopsis Mett. ex Kuhn): Von den etwa sechs Arten kommen drei in Neukaledonien vor, davon eine auch auf Vanuatu sowie Vanikoro; je eine auf den Molukken sowie Neuguinea und eine auf zwei Inseln der Philippinen.[2]
- Baja Windham & L.O.George: Sie wurde 2019 aufgestellt und enthält nur eine Art:[2]
  - Baja brandegeei (D.C.Eaton) Windham & L.O.George: Sie kommt nur im mexikanischen Baja California Norte sowie Baja California Sur und den Inseln Isla Magdalena sowie Isla Cedros vor.[2]
- Bommeria E.Fourn. (Syn.: Gymnopteris subgen. Bommeria (E.Fourn.) Christ): Die etwa fünf Arten sind von den südwestlichen Vereinigten Staaten über Mexiko, Guatemala, Honduras, El Salvador bis Costa Rica verbreitet.[2]
- Calciphilopteris Yesilyurt & H.Schneid.: Sie wurde 2010 aufgestellt. Die etwa vier Arten sind im tropischen Asien bis zum südlichen China und von Malesien bis zum nördlichen Australien verbreitet und eine Art kommt auch auf den Kleinen Sunda-Inseln vor.[2]
- Wasserhornfarne (Ceratopteris Brongn., Ellebocarpus Kaulf. nom. superfl., Furcaria Desv. nom. superfl., Parkeria Hook., Teleozoma R.Br.): Die etwa sechs Arten sind als Wasserpflanzen pantropisch verbreitet sind.[2] Darunter:
  - Wasserhornfarn (Ceratopteris thalictroides (L.) Brongn.): Er wird in Warmhäusern und Aquarien oft gepflanzt.[8]
- Cerosora (Baker) Domin (Syn.: Anogramma sect. Monosorus Domin, Cerosora Baker, Gymnogramma sect. Cerosora Baker, Idiogramma S.R.Ghosh): Von den etwa vier Arten kommen drei im tropischen Asien sowie im südlichen China vor und eine Art kommt im tropischen Afrika, Madagaskar sowie auf Inseln im Indischen Ozean vor.[2]
- Cheilanthes Sw. nom. cons. (Syn.: Cheilanthastrum Fée): Von den etwa 53 Arten und eine Naturhybride kommen die meisten in Afrika und Inseln des Indischen Ozeans, sowie Australien vor, aber nur etwa vier in Mexiko sowie El Salvador vor.[2]
- Cheiloplecton Fée: Es gibt nur eine Art:[2]
  - Cheiloplecton rigidum (Sw.) Fée: Die zwei Varietäten sind von Mexiko über Guatemala bis Honduras und El Salvador verbreitet.[2]
- Coniogramme Fée (Syn.: Dictyogramme Fée, Dyctiogramme C.Presl, Neurosorus Trevis., Notogramme C.Presl, Syngramme J.Sm.): Die etwa 26 Arten kommen von China bis Indochina vor und nur wenige Arten tropischen Afrika, Japan, Java und auf pazifischen Inseln bis Hawaii sowie Samoa vor.[2]
- Cosentinia Tod.: Es gibt nur eine Art:[2]
  - Wolliger Pelzfarn[9] (Cosentinia vellea (Aiton) Tod., Syn.: Cheilanthes vellea (Aiton) F.Muell.): Die zwei Unterarten kommen von Makaronesien über den Mittelmeerraum bis Indien vor.[2]
- Rollfarne (Cryptogramma R.Br., Syn.: Homopteris Rupr., Phorolobus Desv.): Von den etwa acht Arten hauptsächlich in Asien sowie Nordamerika vor; je eine Art kommt in Europa und Südamerika vor.[2] Sie gedeihen in den alpinen und borealen Gebieten.
- Doryopteris J.Sm.: Die 24 bis 35 Arten kommen in Afrika, Madagaskar, Asien, Australien und in der Neotropis vor.[2]
- Gaga Li et al.[10] Die etwa 18 Arten kommen von den südwestlichen Vereinigten Staaten über Mexiko bis Zentralamerika vor.[2]
- Gastoniella Li Bing Zhang & Liang Zhang: Sie wurde 2017 aufgestellt.[6] Von den nur drei Arten kommen zwei in der Neotropis vor und eine ist ein Endemit auf der Insel Ascension.[2]
- Haplopteris C.Presl (Syn.: Vittaria sect. Haplopteris (C.Presl) Ching, Vittaria subgen. Haplopteris (C.Presl) C.Chr., Vittaria sect. Schizolomatopsis Zhang, Pleurofossa Nakai ex H.Itô, Pleurogramme R.Br.): Die 39 Arten kommen in tropischen Asien und Australien vor.[2]
- Hecistopteris J.Sm.: Die etwa drei Arten sind in der Neotropis verbreitet.[2]
- Hemionitis L. (Syn.: Ampelogramma J.Sm., Cardinitis J.Sm., Definitifolium Hieron., Dictyogramme Fée, Gymnogramma Desv., Gymnopteris Bernh., Neurogramma Link nom. superfl., Schizogramma Link): Die etwa sechs Arten sind der Neotropis verbreitet.[2]
- Jamesonia Hook. & Grev. (Syn.: Eriosorus Fée, Nephopteris Lellinger, Psilogramme Kuhn, Psilogramme sect. Jamesonia (Hook. & Grev.) Kuhn, Gymnogramma sect. Jamesonia (Hook. & Grev.) Klotzsch): Die etwa 65 Arten und 6 Naturhybriden gedeihen hauptsächliche in den tropischen Anden, meist in größeren Höhenlagen. Sie kommen auch in Mexiko, Costa Rica, südöstlichen Brasilien und eine Art auf Tristan da Cunha vor.[2]
- Llavea Lagasca (Syn.: Botryogramma Fée, Ceratodactylis J.Sm.): Sie enthält nur eine Art:[2]
  - Llavea cordifolia Lag.: Sie kommt von Mexiko über Guatemala bis Costa Rica vor.[2]
- Lytoneuron (Klotzsch) Yesilyurt (Syn.: Doryopteris sect. Lytoneuron Klotzsch): Sie hat seit 2015 den Rang einer Gattung und ihre Arten wurden aus Doryopteris ausgegliedert. Sie ist in Südamerika, hauptsächlich in Brasilien verbreitet.[2]
- Mickelopteris Fraser-Jenk.: Sie wurde 2016 aufgestellt und enthält nur eine Art:[2]
  - Mickelopteris cordata (Hook. & Grev.) Fraser-Jenk.: Sie ist im tropischen Asien und Malesien weitverbreitet.[2]
- Mildella Trevis.: Die nur zwei Arten kommen von Mexiko über Zentralamerika bis Ecuador und in Haiti sowie auf Galapagos vor.[2]
- Myriopteris Fée (Syn.: Cheilosoria Trevis., Eriochosma J.Sm., Physapteris C.Presl, Pomatophytum Jones): Von den etwa 42 Arten und zwei Naturhybriden sind fast alle in der Neuen Welt verbreitet. Es gibt Fundortangaben von den USA über Mexiko bis Chile. Das Zentrum der Artenvielfalt ist mit etwa 34 Arten Mexiko. Nur eine Art kommt in Südafrika vor.[2]
- Pelzfarne (Notholaena R.Br., Syn.: Cheilanthes sect. Notholaena (R.Br.) W.C.Shieh, Chrysochosma J.Sm.): Die etwa 45 Arten sind in der Neuen Welt verbreitet.[2]
- Oeosporangium Vis. (Syn.: Cheilosoria Trevis., Parallosorus Keyserl.): Die etwa 28 Arten und acht Naturhybriden sind in der Alten Welt verbreitet.[2]
- Onychium Kaulf. (Syn.: Cryptogrammopsis Kümmerle, Leptostegia D.Don): Die etwa zehn Arten und eine Naturhybride sind hauptsächlich in Asien weitverbreitet. Eine davon kommt auch bis Australien vor. Eine Art kommt vom im nordöstlichen Afrika über die arabische Halbinsel bis zum südwestlichen Iran vor.[2]
- Ormopteris J.Sm.: Die etwa fünf Arten wurden 2015 aus Pellaea ausgegliedert und kommen Brasilien sowie Venezuela vor.[2]
- Paragymnopteris K.H.Shing (Syn.: Paraceterach (F.Muell.) Copel., Parahemionitis Panigrahi): Die etwa sechs Arten sind in der Alten Welt verbreitet.[2] Darunter:
  - Europäischer Pelzfarn (Paragymnopteris marantae (L.) K.H.Shing): Er kommt von Mittel- und Südeuropa bis China, in Afrika und auf der Arabischen Halbinsel vor.[2]
- Pellaea Link nom. cons. (Syn.: Bakeropteris Kuntze, Choristosoria Kuhn, Cincinalis Desv., Crypteris Nutt., Holcochlaena Baker, Holodanaea C.Presl, Hymenoloma Davenp., Pellaeopsis J.Sm., Platyloma J.Sm., Pteridella Mett. ex Kuhn,Synochlamys Fée): Die etwa 50 Arten sind fast weltweit verbreitet.[2] Nur eine Art kommt auch in Europa vor:[2]
  - Pellaea calomelanos (Sw.) Link: Sie ist von Afrika über Inseln im Indischen Ozean bis Asien weitverbreitet; in Europa kommt sie nur in der spanischen Provinz Gerona vor.[2]
- Pentagramma Yatsk., Windham & E.Wollenw.: Die etwa sechs Arten kommen in den westlichen Vereinigten Staaten, im südwestlichen Kanada und im nordwestlichen Mexiko vor.[2]
- Pityrogramma Link (Syn.: Argyria Fée, Calomelanos C.Presl, Cerogramme Diels, Ceropteris Link  nom. illeg., Chrysodia Fée, Neurogramma (C.Presl) Link, Pityromeria L.D.Gómez, Oligolepis Domin, Trichophylla Domin, Trismeria Fée): Die etwa 24 Arten und sechs Naturhybriden sind hauptsächlich in der Neotropis verbreitet; eine Art kommt in den südwestlichen USA vor; vier bis fünf Arten sind in Afrika sowie Madagaskar verbreitet.[2] Einige Arten sind in vielen Gebieten der Welt Neophyten.[2]
- Polytaenium Desv. (Syn.: Antrophyum subgen. Polytaenium (Desv.) Bened., Anetium (Kunze) Splitg., Pteridanetium Copel. nom. superfl., Acrostichum sect. Anetium Kunze): Die etwa 13 Arten sind in der Neotropis verbreitet.[2]
- Pteris L. (Syn.: Afropteris Alston, Anopteris (Prantl) Diels, Engl. & Prantl, Campteria C.Presl nom. superfl., Copelandiopteris Stone, Hemipteris Rosenst., Heterophlebium Fée, Heteropteris C.Presl ex Ettingsh., Lathyropteris Christ, Lemapteris Raf., Litobrochia C.Presl, Macropteris Webb & Berthel., Neurocallis Fée, Ochropteris J.Sm., Parapteris Keyserl., Peripteris Raf., Phyllitis Raf. non Hill nec Moench,Platyzoma R.Br., Pteridium Raf. non Gled. ex Scop., Pterilis Raf., Pteripteris Raf., Pycnodoria C.Presl, Schizostege C.Presl, Schizostege Hillebr., Schizostegopsis Copel., Thelypteris Adans.) Die etwa 334 Arten und fünf Naturhybriden sind fast weltweit verbreitet.[2] Hierher gehören auch die erst 2011 neu beschriebenen Arten:
  - Pteris hivaoaensis Lorence & K.R.Wood: Sie wurde 2011 von der Insel Hiva Oa, die zu den Marquesas gehört, erstbeschrieben.[2]
  - Pteris marquesensis Lorence & K.R.Wood: Sie wurde 2011 von den Inseln Tahuata sowie Hiva Oa, die zu den Marquesas gehören, erstbeschrieben.[2]
  - Pteris tahuataensis Lorence & K.R.Wood: Diese gefährdete Art wurde 2011 von der Insel Tahuata, die zu den Marquesas gehört, erstbeschrieben.[2]
- Pterozonium Fée (Syn.: Syngrammatopsis Alston): Die etwa 14 Arten sind in Neotropis verbreitet. Sie kommen von Costa Rica bis Guayana, Brasilien und Peru vor mit Schwerpunkt in Venezuela. Die meisten Arten gedeihen auf Tepuis.[2]
- Radiovittaria (Benedict) E.H.Crane (Syn.: Vittaria subgen. Radiovittaria Benedict): Die etwa zehn Arten sind in der Neotropis verbreitet.[2]
- Rheopteris Alston: Sie enthält nur eine Art:[2]
  - Rheopteris cheesmaniae Alston: Es gab seit der Erstbeschreibung von 1956 nur wenige Aufsammlungen und galt als ausgestorben. Sie wurde 2013 wiedergefunden.[2]
- Scoliosorus T.Moore: Sie enthält nur eine Art:[2]
  - Scoliosorus ensiformis (Hook.) T.Moore: Sie ist von Mexiko bis Panama verbreitet.[2]
- Syngramma J.Sm. (Syn.: Callogramme Fée, Craspedodictyum Copel., Toxopteris Trevis., Trichiogramme Kuhn): Es gibt etwa 16 Arten kommen von der Malaiischen Halbinsel über Malesien bis zu pazifischen Inseln, beispielsweise den Fidschi-Inseln vor.[2]
- Taenitis Willd. ex Schkuhr (Syn.: Holttumia Copel. non Lloyd, Holttumiella Copel., Platytaenia Kuhn, Schizolepton Fée): Die etwa 17 Arten sind vom tropischen Asien über Malesien bis Australien und auf pazifischen Inseln verbreitet.[2]
- Trachypteris André ex Christ (Syn.: Saffordia Maxon, Heteroglossum Diels): Von den etwa vier Arten kommen drei in Südamerika und auf den Galapagos-Inseln und eine in Madagaskar vor.[2]
- Tryonia Schuettp., J.Prado & A.T.Cochran: Sie wurde 2014 aufgestellt. Von den etwa fünf Arten kommen vier in Brasilien und eine in Kolumbien vor.[2]
- Vaginularia Fée (Syn.: Diclidopteris Brack.): Die etwa sechs Arten kommen vom tropischen Asien, in Australien und auf pazisfischen Inseln vor.[2]
- Vittaria J.E.Sm. s. str. (Syn.: Aristaria Müll.Hal., Oetosis Greene nom. superfl., Oetosis Kuntze, Paenchymaria K.Müll., Pteropsis Desv., Runcinaria Müll.Hal., Taeniopsis J.Sm. nom. superfl., Taeniopteris Hook.): Von den etwa sieben Arten kommen sechs in der Neuen Welt und eine in Afrika, Madagaskar und auf den Komoren vor.[2]

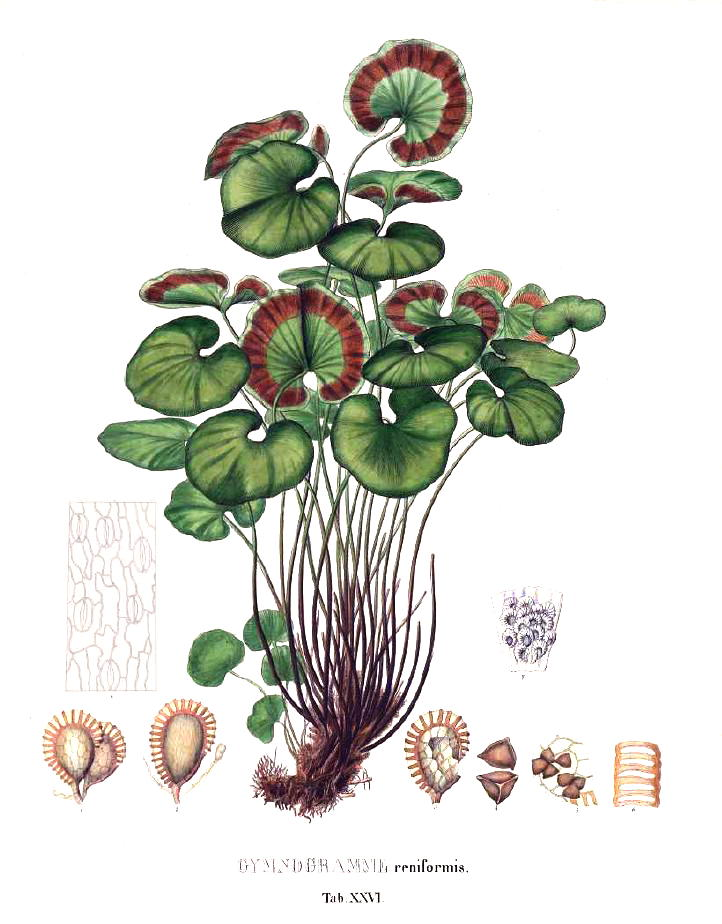
Illustration aus Icones plantarum cryptogamicarum ... von Pterozonium reniforme

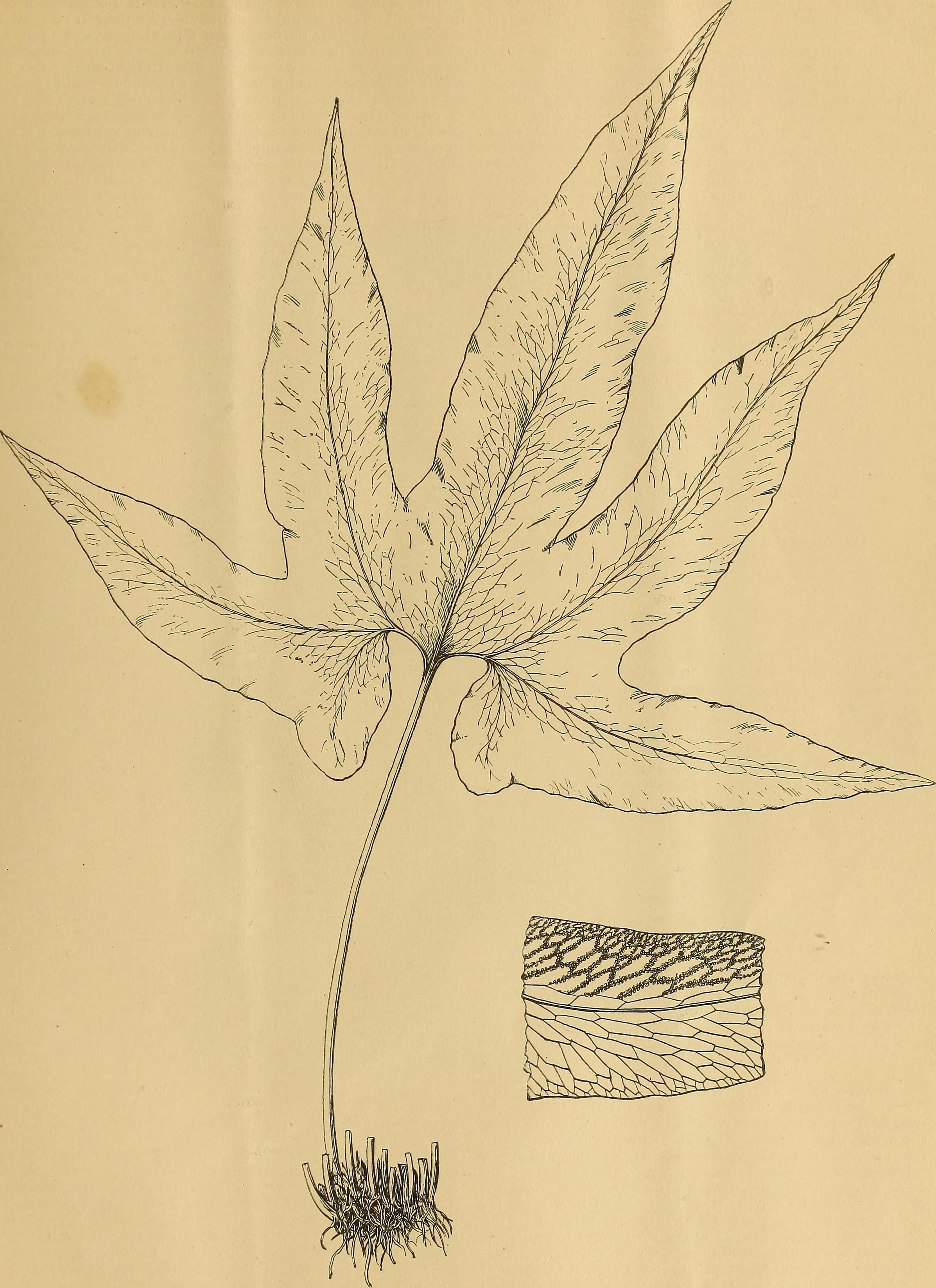
Illustration von Bommeria elegans aus Garden and forest; a journal of horticulture, landscape art and forestry, 1891

## Botanische Geschichte
In der Familienumschreibung von Smith et al. 2006 umfasste die Familie etwa 50 Gattungen mit etwa 950 Arten. Zu den Pteridaceae E.D.M.Kirchn. gehören dabei auch die von manchen anderen Autoren als eigene Familien geführten Acrostichaceae Frank, Actiniopteridaceae Pic.Serm., Adiantaceae Newman, Anopteraceae Doweld, Antrophyaceae, Ceratopteridaceae Underw., Cheilanthaceae B.K.Nayar, Cryptogrammaceae Pic.Serm., Hemionitidaceae Pic.Serm., Negripteridaceae Pic.Serm., Parkeriaceae Hook., Platyzomataceae Nakai, Sinopteridaceae Koidz., Taenitidaceae (C.Presl) Pic.Serm. und Vittariaceae Ching. Etliche Gattungen wie Cheilanthes sind 2006 teilweise eindeutig polyphyletisch oder paraphyletisch. Dies wurde bis 2022 weitgehend bearbeitet, um monophyletische Gattungen zu erhalten. Die Familie selbst bildet in diesem Umfang eine natürliche Verwandtschaftsgruppe, ist also monophyletisch.
Smith et al. 2006 gliederten die Familie Pteridaceae in fünf monophyletische Gruppen, die als Familien oder Unterfamilien bezeichnet werden könnten:
- Parkeriaceae oder Parkerioideae mit: Acrostichum und Ceratopteris
- Adiantaceae mit
  - Adiantoideae, darunter: Adiantum und den
  - Vittarioideae: Sie zeichnen sich durch linealische, meist einfache Blattspreiten aus. Die Sori stehen entlang der Blattadern oder in linearen Gruben. Die Sporen sind vorwiegend trilet, bei Vittaria monolet (mit Ananthacorus, Anetium, Antrophyum, Haplopteris, Hecistopteris, Monogramma, Polytaenium, Radiovittaria, Rheopteris, Scoliosorus und Vittaria.)
- Cryptogrammaceae (kein Name für Unterfamilie) (mit Coniogramme, Cryptogramma und Llavea.)
- Sinopteridaceae oder Cheilanthoideae
- Pteridaceae s. str. oder
  - Pteridoideae mit Pteris und ihren nächsten Verwandten und den
  - Taenitioideae um Taenitis.